# Breaking the Fourth Wall
Breaking the Fourth Wall är ett livealbum och en video med det amerikanska progressiv metal/progressiv rock-bandet Dream Theater, utgivet 2014 av skivbolaget Roadrunner Records. Albumet spelades in 25 mars 2014 i Boston Opera House och utgavs bland annat som en dubbel-DVD, trippel-CD, Blu-ray Disc och Blue-ray + 3CD.
Konserten filmades och regisserades av Pierre och François Lamoureux. Berklee College of Musics "World Strings" och "Concert Choir" uppträder tillsammans med Dream Theater från och med låten "Illumination Theory".

## Låtlista
CD 1: ACT 1
1. "The Enemy Inside" – 6:17
2. "The Shattered Fortress" – 12:44
3. "On the Backs of Angels" – 8:48
4. "The Looking Glass" – 4:46
5. Trial of Tears" – 15:22
6. "Enigma Machine" (instrumental) – 8:21
7. "Along for the Ride" – 4:52
8. "Breaking All Illusions" – 12:28

Speltid: 01:13:38
CD 2: ACT 2
1. "The Mirror" – 6:46
2. "Lie" – 7:56
3. "Lifting Shadows off a Dream" – 6:27	  S
4. "Scarred" – 11:41
5. "Space-Dye Vest" – 7:48
6. "Illumination Theory" – 19:25

Speltid: 01:00:03
CD 3: Encore
1. "Overture 1928" (instrumental) – 3:41
2. "Strange Deja Vu" – 5:08
3. "The Dance of Eternity" (instrumental) – 6:16
4. "Finally Free" – 9:56

Speltid: 25:01

## Medverkande
Dream Theater
- James LaBrie - sång
- John Myung - bas
- John Petrucci - gitarr, bakgrundssång
- Jordan Rudess - keybords
- Mike Mangini - trummor, slagverk

Bidragande musiker
- Eren Başbuğ – dirigent
- Berklee College of Music – orkester, kör

Produktion
- John Petrucci – producent
- Denis Normandeau, Albert Chambers – ljudtekniker
- Richard Chycki – ljudmix, mastering